# Heterogonium hennipmannii
Heterogonium hennipmannii är en ormbunkeart som beskrevs av Tag. och Iwatsuki. Heterogonium hennipmannii ingår i släktet Heterogonium och familjen Tectariaceae. Inga underarter finns listade.